# St. Barbe (Newfoundland en Labrador)
St. Barbe is een gemeentevrij dorp in de Canadese provincie Newfoundland en Labrador. De plaats bevindt zich in het noorden van het eiland Newfoundland en is een belangrijke veerhaven. 

## Toponymie
De vissersnederzetting behoorde oorspronkelijk tot de Franse kust van Newfoundland, waar Franse vissers van 1713 tot 1904 visserijrechten genoten. Barbe is dan ook een Franstalige variant van Barbara die in het Engelse taalgebied niet gebruikt wordt.

## Geografie
St. Barbe ligt aan de noordwestkust van het Great Northern Peninsula, in het uiterste noorden van Newfoundland. De nederzetting bevindt zich aan de zuidwestelijke oever van St. Barbe Bay, een kleine baai van de Straat van Belle Isle. De plaats is in het westen vergroeid met het dorp Pigeon Cove. Tezamen vormen de dorpen een local service district genaamd Pigeon Cove-St. Barbe.

## Demografie
Het inwoneraantal van het dorp daalde volgens de vijfjaarlijkse Canadese volkstelling in de periode 1991–1996 van 101 naar 88. Vanaf de volkstelling van 2001 worden er niet langer aparte censusdata voor St. Barbe bijgehouden. De plaats valt vanaf dan immers onder de designated place (DPL) Pigeon Cove-St. Barbe.

## Veerdienst
St. Barbe heeft belang als vertrekpunt van de veerboot naar Blanc-Sablon in Quebec. Dat is de enige veerbootverbinding tussen Newfoundland en het schiereiland Labrador.